# Spalacopus cyanus
Spalacopus cyanus és una espècie de mamífer rosegador de la família Octodontidae. És monotípic dins del gènere Spalacopus. És endèmic de Xile, on viu a l'oest dels Andes.